# Ben 10 Alien Force: The Rise of Hex
Ben 10 Alien Force: The Rise of Hex è il quarto videogioco della serie dedicata a Ben 10, il terzo ad essere basato sulla serie di Ben 10 - Forza aliena ed il primo ad essere completamente scaricabile. È stato distribuito il 26 maggio 2010 su Xbox Live e su WiiWare il 31 maggio 2010.

## Trama
Il malvagio stregone Hex è tornato per conquistare la terra, soltanto Ben è in grado di salvarla.

## Modalità di gioco
Come negli altri videogiochi, consiste nella tecnica da picchiaduro.

## Accoglienza
Dakota Grabowski di Gamezone.com ha dato al gioco una valutazione di 3/10. "Ben 10 Alien Force: Rise of Hex è tanto inquietante quanto possa diventarlo un gioco per piattaforma. I livelli generici e la musica non aggiungono niente al gioco. Le trasformazioni aliene hanno tutte qualcosa di strano e sembrano avere poco a che fare col gioco in sé (l'attacco speciale di Omosauro sembra causare fin troppi danni nell'animazione). Se l'orribile giocabilità non basta ad allontanare potenziali giocatori, sarà lo strano livello di difficoltà che i giocatori affronteranno a provvedere.
Ci sono giochi per piattaforma molto migliori di questo ed altri giochi dedicati a Ben 10 sul mercato ed io suggerisco di optare per uno di quelli prima di considerare Ben 10 Alien Force: Rise of Hex.